# Spawn of Possession
Spawn of Possession byla švédská technická death metalová skupina z města Kalmar založená v roce 1997. V roce 2017 skupina oznámila svůj rozpad přes svou facebookovou stránku. Během své dvacetileté éry stihla vydat tři řadové desky: Cabinet (2002), Noctambulant (2006) a Incurso (2012). 

## Historie kapely
Kapelu založili v roce 1997 kytaristé Jonas Bryssling a Jonas Karlsson a bubeník Dennis Röndum s cílem vnést na death metalovou scénu něco nového. V roce 2000 po nahraní prvního dema The Forbidden přichází do kapely baskytarista Nick Dewerud. V prosinci 2001 po nahrání druhého dema Church of Deviance podepsali smlouvu s americkým hudebním vydavatelstvím Unique Leader Records. Rok 2002 se u kapely pojí s přípravou a vydáním debutového studiového alba Cabinet. 
Aby promovali své album, nejdříve cestovali Evropou čtyři týdny společně s Disavowed, Vile, Inhume a Mangled. Krátce poté následovalo šestitýdenní turné po Severní Americe se spřízněnými kapelami z Unique Leader Records Severed Savior, Pyaemia a Gorgasm. Cestovali od pobřeží k pobřeží (včetně pěti vystoupení v Kanadě).

Po návratu z Ameriky následovalo další turné Evropou jakožto součást No Mercy package s kapelami jako Cannibal Corpse, Hypocrisy, Kataklysm, Exhumed, Vomitory a Carpathian Forest. Po tomto jarním turné kapela účinkovala na osmi festivalech, počítaje Fuck the Commerce (Německo), Stonehenge (Nizozemsko), Grind You Mother (Itálie), and Mountains of Death (Švýcarsko).
Tou dobou a na začátku podzimu 2004 Spawn of Possession začali pracovat na materiálu pro novou desku. 
V roce 2006 vydávají již u jiného vydavatele Neurotic Records druhé album s názvem Noctambulant. Na tomto albu se poprvé objevují vokály nového zpěváka Jonasa Renvaktara. Do té doby dělal vokály bubeník Dennis. V roce 2007 Dennis Röndum opustil skupinu, na jeho místo nastoupil v roce 2008 Richard Schill, kapelu opustil další zakládající člen kytarista Karlsson a baskytarista Dewerud.
11. května 2009 kapela zveřejnila malou ukázku z dosud nepojmenovaného alba komentujíc, že chtěli „konečně prolomit ticho“. Kapela také uvedla, že další změny v sestavě budou brzy oznámeny.
24. června 2009 Jonas Bryssling potvrdil, že se Matthew Chalk (ex-Psycroptic, Mephistopheles) a Christian Münzner (ex-Obscura, ex-Necrophagist) připojili ke kapele. Bryssling říká: „Dva velmi talentovaní a schopní muzikanti se nedávno připojili ke Spawn of Possession. Matthew Chalk se postará o zpěv a texty. Christian Münzner bude mít na starosti party hlavní kytary. Sestava je nyní celá.“ V tom samém roce norský baskytarista Erlend Caspersen (Blood Red Throne, The Allseeing I) známý pro svůj vysoce technický styl hraní se taktéž připojil k kapele, aby dokončil sestavu.
V září roku 2010 se vrací do skupiny zakladatel Dennis Röndum, který nahrazuje Matthewa Chalka na postu zpěváka. Sestava se chystá nahrávat svůj třetí studiový počin. Třetí album Incurso skupina vydává 13. března roku 2012. Album bylo oceněno pozitivními recenzemi jak od fanoušků, tak i od kritiků. Je často považováno za jednu z nejvlivnějších nahrávek moderního death metalu.[zdroj?] Nicméně většina hudby byla sepsána Jonasem Brysslingem a v některých písních s pomocí Erlenda Caspersena.
4. srpna roku 2017 kapela přes Facebook oznámila, že se rozpadá, konstantujíce:
Poslední týden jsme se rozhodli ukončit SoP kvůli několika problémům, převážně protože si teď uvědomujeme, že nemáme potřebný čas k tomu, abychom dokončili například nové album, nebo dělali cokoliv jiného se SoP na dlouhou dobu. Tudíž se kapela docela postupně rozplynula. Každopádně jsme velmi vděčni za všechnu podporu, kterou jsme měli po všechny ty roky! Díky!

## Hudba a vlivy
Kapela hrála atypickou formu technického death metalu výrazně ovlivněnou klasickou hudbou ale i jazzem. Jejich hudba obsahovala složité kytarové techniky, časté zvraty, střídaní harmonií, nepravidelné, liché taktování a technicky náročná rychlá tempa.
Spawn of Possession uváděli, že jejich hudebními vzory byly skupiny: Death, Morbid Angel, Suffocation, Gorguts ale i barokní a klasičtí umělci, nejvíce Johann Sebastian Bach, Dmitrij Šostakovič nebo Sylvius Leopold Weiss.

## Sestava

### Poslední sestava
- Dennis Röndum – vokály, dříve bicí
- Jonas Bryssling – kytara
- Christian Münzner – kytara
- Erlend Caspersen – baskytara
- Henrik Schönström – bicí

### Bývalí členové
- Jonas Karlsson – kytara
- Niklas Dewerud – baskytara
- Mikael Petersson – vokály
- Matthew 'Chalky' Chalk – vokály

## Diskografie
Dema
- The Forbidden (2000)
- Church of Deviance (2001)

Studiová alba
- Cabinet (2002)
- Noctambulant (2006)
- Incurso (2012)